# الزياينة (اسامر)
الزياينة هو دُوَّار يقع بجماعة كاف الغار، إقليم تازة، جهة فاس مكناس في المملكة المغربية. ينتمي الدوّار لمشيخة اسامر التي تضم 7 دواوير. يقدر عدد سكانه بـ 215 نسمة حسب الإحصاء الرسمي للسكان والسكنى لسنة 2004.

## روابط خارجية
- البوابة الوطنية للجماعات الترابية
- المندوبية السامية للتخطيط